# Lorenzo Simonetti
Lorenzo Simonetti (nascido em 27 de maio de 1789 em Roma , morreu em 9 de janeiro de 1855 lá) - padre católico italiano , cardeal.

## Biografia
Nasceu em Roma no dia 27 de maio de 1789. Sua família paterna era do patriciado de Fano e sua mãe era de Vallecorsa (Frosinone). Seu irmão, o conde Luigi Simonetti (1787-1862), era encarregado de negócios de Modena em Roma desde 1833.
Ordenado (sem mais informações encontradas). Suplente da Secretaria de Estado da Administração Interna. Assessor da SC da Inquisição Romana e Universal.
Criado cardeal e reservado in pectore no consistório de 22 de julho de 1844; publicado no consistório de 24 de novembro de 1845; recebeu o chapéu vermelho em 27 de novembro de 1845; e o título de S. Lorenzo em Pansiperna, 19 de janeiro de 1846. Participou do conclave de 1846, que elegeu o Papa Pio IX. Prefeito da Economia da SC de Propaganda Fide, 1847. Secretário de Memorialas, 18 de março de 1852. See More
Morreu em Roma no dia 9 de janeiro de 1855. Exposto na igreja de S. Marcello, em Roma, onde teve lugar o seu funeral a 12 de janeiro de 1855, com a participação do Papa Pio IX; e enterrado em seu título.

## Link externo
- Sylwetka w słowniku biograficznym kardynałów Salvadora Mirandy {{{2}}}
- Sylwetka na stronie Davida M. Cheneya {{{2}}}
- GCatholic.org {{{2}}}